# We Love You, Conrad
"We Love You, Conrad" är det fjortonde avsnittet av den sjunde säsongen av Family Guy. Det sändes första gången i USA på Fox den 3 maj 2009. I avsnittet ska Brians före detta flickvän Jillian gifta sig. Brian börjar dejta Lauren Conrad från The Hills och nyheten om deras förhållande läcker ut i media. Brian börjar tro att han och Lauren är perfekta för varandra, men inser snart att han fortfarande har känslor för Jillian.
Avsnittet skrevs av Cherry Chevapravatdumrong och regisserades av John Holmquist. Drew Barrymore återvände som Jillian och Lauren Conrad och Audrina Patridge gästspelade som sig själva. Avsnittet innehåller även otecknade scener med Jay Leno, Craig Ferguson och Jimmy Fallon från deras respektive talkshows, The Tonight Show, The Late Late Show och Late Night. Avsnittet mottogs med positiva recensioner och sågs av 6,67 miljoner tittare när det sändes första gången.

## Handling
Brian får reda på att hans före detta flickvän Jillian (Drew Barrymore) ska gifta sig och att han inte är inbjuden till bröllopet. Brian blir då deprimerad och går till en bar där han träffar, och börjar hångla med, Lauren Conrad från The Hills. Stewie får reda på detta och läcker nyheten på internet och snart uppmärksammas deras förhållande i media. Brian vill inte bli sedd med någon som anses vara en "dum blondin" så han försöker göra slut med Lauren, men upptäcker då att hon är välutbildad, artikulerad, kunnig och smartare än Brian, vilket han inte kan handskas med. Lauren märker att Brian fortfarande är kär i Jillian och bestämmer sig för att hjälpa honom att visa sina känslor för henne. Under bröllopet bekänner Brian sin kärlek för Jillian, men hon avspisar honom och bröllopet fortsätter. Avsnittet avslutas med att Brian förklarar för Stewie att han inte kan gå tillbaka till Lauren eftersom han gav henne mask.

## Produktion

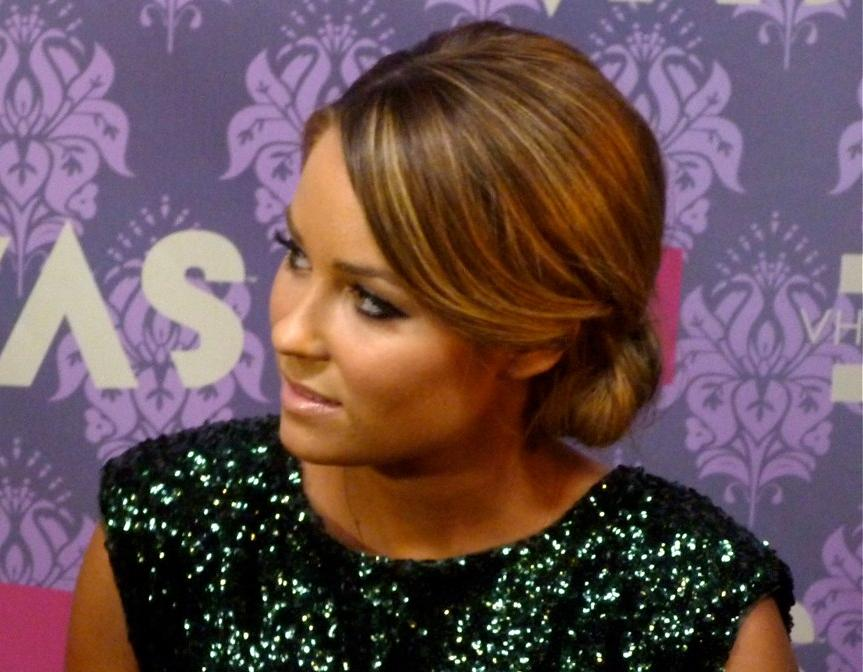
Lauren Conrad från The Hills gästspelar som sig själv.

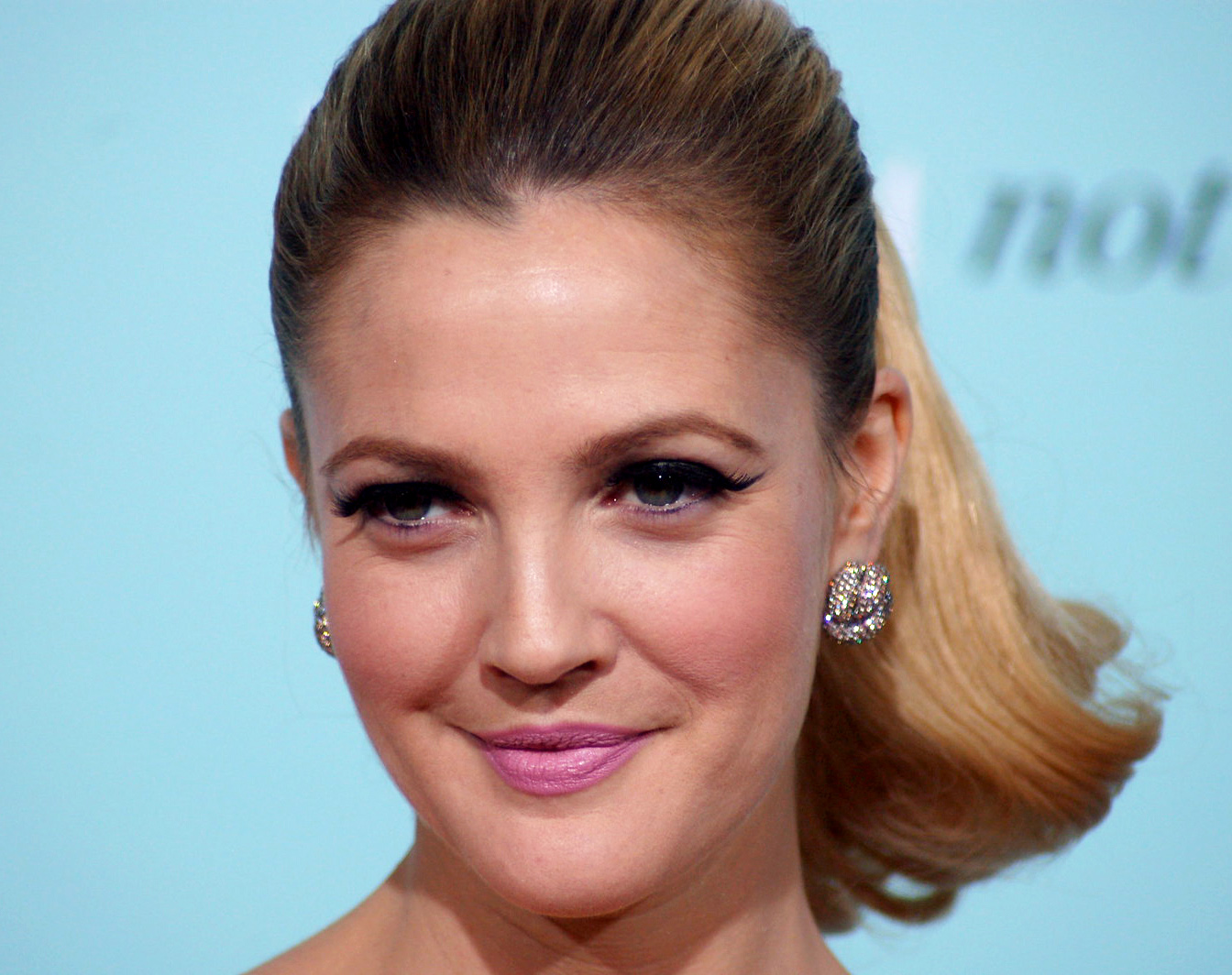
Drew Barrymore gästspelar som Jillian.

"We Love You, Conrad" skrevs av Cherry Chevapravatdumrong och regisserades av John Holmquist. Drew Barrymore återvände som Brians ex-flickvän Jillian och Lauren Conrad och Audrina Patridge från The Hills gästspelade som sig själva i både animerad och otecknad form. Avsnittet innehåller även otecknade scener med Jay Leno, Craig Ferguson och Jimmy Fallon. Tidigare otecknade scener med Conway Twitty kritiserades, men IGN skrev att dessa scener "smälter in ganska bra".
Att Conrad skulle gästspela i Family Guy meddelades i oktober 2008. Seth MacFarlane, seriens skapare, berättade för Fox News att han "tyckte att det skulle vara roligt att se om vi kunde få [Conrad] att läsa väldigt, väldigt tunga historiska dokument som handlade om andra världskriget, [...] Lauren gjorde en scen där hon var tvungen att läsa ett stycke om vetenskaplig självanalys, vilket jag tyckte var roligt". De som arbetade med Family Guy var imponerade av Conrads gästframträdande och sa att hon "tog det väldigt seriöst". Conrad själv uppskattade också arbetet med serien och sa att "[D]e förstör mig i den. Jag gör fullständigt narr av mig själv. [...] Det var roligt, jag var tvungen att gå igenom historisk fakta och sånt, biologi och konstiga formler som jag inte har en aning om". Conrad förklarade att hon spelar en viss roll i The Hills därför att "USA älskar dumma människor" och att "Tanken i avsnittet är att göra narr av mig för att jag är korkad, för att sedan upptäcka att jag är ett geni, [...] Det är en överdriven bild av mig, men rolig att spela."
Conrad träffade MacFarlane när hon spelade in sin röst för ett klipp av Laguna Beach för avsnittet "Prick Up Your Ears" från säsong fem. Hon har tittat på Family Guy i flera år och hennes favoritkaraktär är Stewie. Conrad höll sig till manuset och gjorde ingen improvisation när hon spelade in sina repliker för "We Love You, Conrad". Hon har sagt att hon inte tänker börja med skådespel eftersom hon inte kan memorera sina repliker. Hon tycker själv att hon är en "hemsk skådespelerska", men hon gillade att gästspela i avsnittet och anlitade en skådespelarcoach som hjälp. Hon var tvungen att göra efterforskningar innan de kunde spela in eftersom hon behövde lära sig "en hel del fakta och en hel del stora ord" som hon skulle säga som att hon var van vid att säga dem.
Skådespelerskorna Sarah Utterback och Kate Todd gästspelade också i avsnittet. De återkommande röstskådespelarna Ralph Garman, Jackson Douglas, Wally Wingert, André Sogliuzzo, James Burkholder och Camille Guaty gjorde mindre framträdanden i avsnittet samt manusförfattarna Alec Sulkin, Danny Smith och John Viener.